# Cantone di Hénin-Beaumont
Il Cantone di Hénin-Beaumont era una divisione amministrativa dell'arrondissement di Lens.
È stato soppresso a seguito della riforma complessiva dei cantoni del 2014, che è entrata in vigore con le elezioni dipartimentali del 2015.
Comprendeva parte del comune di Hénin-Beaumont e il comune di Noyelles-Godault.